# The Sims 2: Apartment Pets
The Sims 2: Apartament Pets è un videogioco per Nintendo DS del 2008. Electronic Arts lo ha descritto come un adattamento di The Sims 2: Pets per il Nintendo DS. Come nell'originale, consente una varietà di personalizzazioni, permettendo la creazione di animali domestici in una gran varietà di colori e dimensioni.

## Trama
Il gioco inizia con lo zio Bill del protagonista parte per una spedizione e gli lascia l'incarico di prendersi cura dell'appartamento. Bisognerà così già prendersi cura degli animali presenti già nell'appartamento all'inizio del gioco. Poco dopo l'inizio del gioco, il portiere riferirà di un cucciolo perduto e lo darà in affido al giocatore fino a quando non viene trovato il proprietario. A questo animale si aggiungeranno altri che i proprietari e varie persone lasceranno al giocatore, chiedendo di prendersi cura dell'animale per alcuni giorni.

## Modalità di gioco
Il centro benessere per animali è una caratteristica in questo gioco. I proprietari lasciano al giocatore i loro animali domestici, e il giocatore avrà un periodo di tempo limitato in cui è necessario curare qualsiasi bisogno che possono avere.
Ci sono tre minigiochi in The Sims: Apartment Pets. Sono Tesoro Sepolto, Bird Boogie, e il gioco di Charme Snake.